# Allan Dwan
Allan Dwan (Toronto, Ontário, 3 de abril de 1885 – Woodland Hills, Califórnia, 28 de dezembro de 1981) foi um diretor, produtor e roteirista de cinema nos Estados Unidos. É considerado um dos pioneiros do cinema.

## Biografia
Nascido Joseph Aloysius Dwan em Toronto, Ontário, Canada, sua família mudou para os EUA quando ele tinha 11 anos de idade. Na University of Notre Dame, cursou engenharia e começou a trabalhar para uma companhia de iluminação em Chicago. Nessa época, demonstrou interesse pela indústria do cinema e quando a Essanay Studios lhe ofereceu uma oportunidade para começar a escrever scripts, ele aceitou o trabalho.
Na época, alguns produtores de cinema iam passar o inverno na Califórnia, devido ao clima, para a continuidade das filmagens. Em 1911, Dwan começou a trabalhar durante uma parte do tempo em Hollywood. Na época em que esteve em Nova Iorque, em 1917, ele foi o presidente fundador da Costa Leste da Motion Picture Directors Association.

## Carreira
Após ter feito vários westerns e comédias, Dwan dirigiu a canadense Mary Pickford em diversos filmes de sucesso, assim como o marido dela, Douglas Fairbanks, em especial no aclamado Robin Hood, de 1922.
Após o início do cinema sonoro, em 1937, dirigiu a estrela mirim Shirley Temple em Heidi e Rebecca of Sunnybrook Farm (br: “Sonho de Moça”), no ano seguinte.
Em sua carreira de mais de 50 anos, Dwan dirigiu cerca de 1850 filmes, muitos dos quais alcançaram fama, tais como Sands of Iwo Jima, em 1949. Entre 1909 e 1913, Dwan estimava ter feito cerca de 400 filmes, dos quais 200 para a American Film Company, em San Diego, Califórnia.
Dirigiu seu último filme em 1961, a ficção científica “The Most Dangerous Man Alive” (“O Mais Perigoso dos Homens”), para a Columbia Pictures, com Ron Randell, Debra Paget e Elaine Stewart.
Dawn morreu em Woodland Hills, Los Angeles, aos 96 anos, sem deixar descendentes, e foi enterrado no San Fernando Mission Cemetery, Mission Hills, Califórnia.
Allan Dwan tem uma estrela na Calçada da Fama no 6263 Hollywood Boulevard, em Hollywood.

## Filmografia parcial
- 1911 - The Gold Lust
- 1913 - The Restless Spirit
- 1913 - Back to Life
- 1913 - Bloodhounds of the North
- 1914 - The Lie
- 1914 - The Honor of the Mounted
- 1914 - Remember Mary Magdelen
- 1914 - Discord and Harmony
- 1914 - The Embezzler
- 1914 - The Lamb, the Woman, the Wolf
- 1914 - The End of the Feud
- 1914 - The Tragedy of Whispering Creek
- 1914 - The Unlawful Trade
- 1914 - The Forbidden Room
- 1914 - The Hopes of Blind Alley
- 1914 - Richelieu
- 1914 - Wildflower
- 1915 - A Girl of Yesterday
- 1915 - A Small Town Girl
- 1915 - David Harum
- 1916 - Manhattan Madness
- 1916 - Fairbanks Fine Arts
- 1916 - Accusing Evidence
- 1916 - An Innocent Magdalene
- 1918 - Fairbanks Fragments (1916–1918) – também roteirista
- 1918 - Headin' South
- 1922 - Robin Hood (br: Robin Hood)
- 1922 - Zaza (br: Zazá)
- 1929 - The Iron Mask (br: O Máscara de Ferro)
- 1929 - Tide of Empire
- 1937 - Heidi (br: Heidi)
- 1938 - Rebecca of Sunnybrook Farm (br: Sonho de Moça)
- 1938 - Suez (br: Suez)
- 1939 - The Three Musketeers
- 1939 - The Gorilla
- 1939 - Frontier Marshal (br: A Lei da Fronteira)
- 1940 - Young People
- 1940 - Trail of the Vigilants (br: Justiça)
- 1941 - Look Who's Laughing – também produtor
- 1942 - Friendly Enemies
- 1943 - Around the World  – também produtor
- 1944 - Up in Mabel's Room
- 1944 - Abroad With Two Yanks
- 1945 - Getting Gertie's Garter – também roteirista
- 1945 - Brewster's Millions
- 1946 - Rendezvous with Annie (br: Façanha Incrível) - também produtor
- 1947 - Driftwood
- 1947 - Calendar Girl
- 1947 - Northwest Outpost – também produtor associado
- 1948 -  Angel in Exile (br: O Último Milagre)
- 1949 - Sands of Iwo Jima (br: Iwo Jima, o Portal da Glória)
- 1950 - Surrender (br: A Escrava do Pecado)
- 1951 - Belle LeGrand (br: Náufragos da Vida)
- 1951 - The Wild Blue Yonder (br: O Regresso do Inferno)
- 1952 - I Dream of Jeanie (br: Oh! Susanna... Uma Canção de Amor Eterno)
- 1952 - Montana Belle (br; Bela e Bandida)
- 1953 - Sweethearts on Parade
- 1953 - Woman They Almost Lynch (br:A Renegada)
- 1954 - Silver Lode
- 1954 - Passion
- 1954 - Cattle Queen of Montana
- 1954 - Flight Nurse (br: Ao Rugir da Metralha)
- 1955 - Tennessee's Partner
- 1955 - Pearl of the South Pacific
- 1955 - Escape to Burma
- 1956 - Slightly Scarlet
- 1957 - The Restless Breed
- 1957 - The River's Edge
- 1958 - Enchanted Island
- The Most Dangerous Man Alive (br: O Mais Perigoso dos Homens)